# Girraween nationalpark
Girraween nationalpark är en nationalpark i Australien.   Den ligger i delstaten Queensland, i den östra delen av landet, 800 km norr om huvudstaden Canberra. Girraween National Park ligger 1 079 meter över havet.
I omgivningarna runt Girraween nationalpark växer i huvudsak städsegrön lövskog.